# ويندوز موفي ميكر
ويندوز موفي ميكر (بالإنجليزية: Windows Movie Maker)‏) المعروف حاليا بأسم ويندوزموفي ميكر لايف التي تحمل الاسم الرمزي صندانس
هو برنامج احتكاري منشور تحت رخصة EULA من قبل مايكروسوفت مجاني لمستخدمي نظم ويندوز  تم تصميمه وتطويره من قبل شركة مايكروسوفت وهوجزء من اساسيات البرمجيات الملحقة بنظام التشغيل ويندوز ويعد من أشهر البرامج لتحرير الفيديو نظرا للسهولة والبساطة التي يتميز مع العديد من الميزات المتقدمة من جهة ولانه يأتي متضمنا ضمن العديد من إصدارات منصات ويندوز ويوفر القدرة على إنشاء وتحرير ملفات الفيديو. 

يشار بالذكر إلى ان الاصدارات الاخيرة من نظام التشغيل Windows لم تعد تتضمن Windows Movie Maker حيث انه قد تم استبداله ببرنامج ضمن حزمة برامج Windows Live Essentials التي تاتي منفصلة ولا تكون متضمنة ضمن نظام التشغيل وتحتوي الحزمة أيضا على العديد من برمجيات مايكروسوفت احدها هو Windows Movie Maker تحت تسمية جديدة فالاصدارات الجديدة من البرنامج قادرة إضافة على إنشاء ملفات الفيديو وتحريرها فلديها القدرة على نشرها على مواقع التواصل الاجتماعي مثل:OneDrive وفيسبوك ويوتيوب وفليكر.

## التاريخ

### الاصدارات الاولية
تم تضمين الإصدار الأول من Windows Movie Maker مع ويندوزMEفي عام 2000.
أدرج ضمن الإصدار 1.1 من نظام التشغيل ويندوز إكس بي بعد عام، وتم دعم القدرة على إنشاء ملفات DV AVI وWMV 8 وأطلق الإصدار 2.0 كتحديث مجاني في نوفمبر- تشرين الثاني عام 2002، تمت إضافة عدد من الميزات الجديدة ثم الإصدار 2.1 تضمن تحديثات طفيفة، يتم تضمينها في Windows XP Service Pack2 ومن ثم Windows Movie Maker في إصدار (مايكروسوفت ويندوز) ويندوز إكس بي ميديا سنتر عام 2005 كان قد احتوى على تطويرات أكثر منها دعم حرق اقراص دي في دي دي في دي.

### إصداراتويندوز فيستا:
تم إطلاق النسخة التالية من ويندوز موفي ميكر كجزء من ويندوز فيستا و- مثل معظم مكونات Windows - أفاد رقم الإصدار 6.0.6000و الذي هو نفس رقم لإصدارويندوز فيستا طابعا بأن النسخة تعبر عن الإصدار الجديد أي ان به أيضا العديد من المميزات والاضافات الجديدة كحال نظام التغشيل نفسه وابرز الآثار والتحولات الجديدة دعم DVR-MS وهو تنسيق الملف المسجل من التلفزيون بواسطة ويندوز ميديا سنتر. وأضاف أيضا دعم تقنية ال فيديو عالي الوضوح في كل من اصداري Ultimate وPremiumمن ويندوز فيستا الدعم الكامل للتصوير بتقنية فيديو عالي الوضوح بوساطة كاميرات الفيديو الرقمية. معالج الالتقاط (من الكاميرا) دعم إنشاء ومعالجة ملفات بتقنية DVR-MS (تسمية لملفات لنوع من أشرطة الفيديو عالية الجودة). ومع ذلك، تمت إزالة ميزة دعم استيراد الفيديو من مصادر الفيديو التناظرية مثل كاميرا الويب أو من جهاز فيديو.
حيث أن بعض النظم القديمة قد لا تكون قادرة على تشغيل النسخة الجديدة من ويندوز موفي ميكر، كما أصدرت Microsoft تحديث الإصدار 2.6 ل ويندوز فيستا الذي يعمل على منصة نظم تشغيلMedia Center Edtion
وتم اصادر إصدار Windows Presentation Foundation اختصارا WPF من ويندوز موفي ميكر أيضا الذي شابه كثيرا من حيث البنية قرينه في نظام التشغيل ويندوز Longhornالذي يعرف الآن (ويندوز فيستا)، ولكن تمت إزالة هذا الامر في أغسطس 2004.

### ويندوز لايف
نسخة جديدة من البرنامج اطلقت وتمت إعاد تسمية Windows Movie Maker تحت مسمى جديد عام 2009 واطلقت نسخة بيتا (تجريبية) منه في 17 سبتمبر 2008 ومن ثم صدر رسميا كمنتج مستقل متضمنا في حزمة Windows Live Essentials (حزمة اساسيات ويندوز لايف) في 19 أغسطس 2009 وكانت هذه البرامج فعالة ولاقت استحسانا لكنه لم يستطع قراءة المشاريع التي صممت بأصدارات سابقة منه ولم يدعم لغة لغة الترميز القابلة للامتداد التي كتبت للإصدارات السابقة منه بالإضافة إلى ذلك تمت إزالة الكثير من الميزات.
و اعيدت تصميم واجهة البرنامج ووضع شريط ادوات مماثل لشريط الادوات في حزمة البرامج المكتبية من مايكروسوفت (اوفيس 2007 واوفيس2010)
تمت إضافة ميزات متل القدرة على تصوير الفيديو مباشرة إلى اقراص الفيديو الرقمية اوالى اليوتيوب وازيلت بعض الميزات المتقدمة من البرنامج مثل تثبيت الصورة والقدرة على تسجيل معلقين والكثير غيرها وهذه النسخة دعمت كل من ويندوز فيستا وويندوز 7 ولم يعد بألامكان الحصول على نسخة من البرنامج على هذين النظامين إلا من خلال حزمة Windows Live Essentials .
اطلقت نسخة محدثة بالاسم Windwos Live Movie Make2011 في 17 أغسطس 2010 مضيفا ميزة الالتقاط من كاميرا الويب ودعم الفيديو عالي الوضوح والقدرة على الرفع المباشر إلى ون درايف والفيسبوك والقدرة على إضافة ملفات الوسائط المخزنة على الشبكة للمشاركة من اجل المشاريع التي تحتاج المشاركة.

### 2012
مع توقف العلامة التجارية ويندوز لايف تمت إعادة تصنيف مجموعة الادوات التي كانت متضمنة في حزمة Windows Live Essentials إلى ما يشبه البرامج المستقلة
و نتيجة لذلك اطلقت نسخة Windows Movie Maker2012 في أبريل 2012 واعيد دعم تسجيل المعلقين Voiceovers إلى جانب ميزة خالط ومكامل الاصوات مع العيد من الادوات الحرة مثل اسهم الموسيقى ودعم تنسيق H.264/MP4 الذي أصبح التنسيق الافتراضي للملفات المصدرة من البرنامج بدلا من تنسيق Windwos Media Vedio اختصار WMA إضافة إلى امكانية رفع الفيديو إلى فيميو وميزة استقرار اجهزة الفيديو المتسارع والعديد من الميزات الحصرية لمسخدمي Windwos8.

## المميزات
(يشار بالذكر انه بعض المميزات متوفرة في إصدارات محددة غالبا ما تكون الاصدارات الحديثة من البرنامج)
- الجمع بين مقاطع الفيديو والصور

باستخدام «صانع الأفلام»، يمكنك إنشاء أفلام من صورك ومقاطع الفيديو الخاصة بك، سواء كانت على الكمبيوتر الخاص بك أو ما زالت على الكاميرا.
- سهولة التحرير

استخدم تأثيرات ونُسق «صانع الأفلام» الخاصة لجعل أفلامك مبهرة. فقد أصبح تحرير الأفلام أكثر سهولة، حيث لا يتطلب منك سوى سحب المشاهد والصور الثابتة والانتقالات ثم إسقاطها حيث تريد، بل ويمكنك أيضًا استخدام «فيلم تلقائي» لجعل «صانع الأفلام» يُنشئ فيلمًا بالنيابة عنك.
- مشاركة الأفلام عبر الإنترنت

ببضع نقرات فقط، يمكنك مشاركة أفلامك على مواقع الشبكات الاجتماعية المفضلة لديك مثل يوتيوب وفيسبوك أو تحميلها إلى ون درايف.

## استقبال وانتقادات
- الإصدار 1.0 من البرنامج الذي عمل على منصة Windows ME تعرض لانتقادات واسعة لكونه (كالعظام العارية) كما وصفه المستخدمون ويعاني شحا شديدا ومحزنا من المزايا بالنسبة لبرنامج يمثل شركة مثل مايكروسوفت وعدم القدرة على حفظ الافلام إلا وفقط بتنسيق Microsoft ASF ولكن الاستقبال الحرج للأصدارات 2.0 و2.6 كان أكثر ايجابية بقليل.
- العديد من المستخدمين اصيبوا بخيبة امل نتيجة لتحملهم لنتائج السياسة التسويقية لشركة مايكروسوفت والتي كانت تتمثل بشكل رئيسي في إضافة الميزات في إصدار ثم إزالتها في إصدار اخر.
- لطالما اتهمت مايكروسوفت انه لا تحترم قواعد ومبادئ سوق العمل ففي يونيو 2008 تم نشر مذكرة زعم انها نشرت من قبل بيل غيتس في ينايرعام 2003 على شبكة الانترنت انتقد فيها بيل بشدة عملية تحميل Windows Movie Maker في ذلك الوقت وقد قدمت المذكرة أيضا كجزء من الادلة في القضية بتاريخ 16يناير 2007 ضد مايكروسوفت الذين اتهمها المدعين بالاحتكار وانها تستخدم برمجيات مثل Windows Movie Maker والمتصفح إنترنت إكسبلورر الذان يأتيان متضمنين داخل كل نسخة ويندوز لضمان هيمنة ويندوز على سوق نظم التشغيل.
- يتعين أن تضع في اعتبارك أن صانع أفلام ويندوز مُصمم للأشخاص ذوي الخبرة القليلة أو عديمي الخبرة في صناعة الأفلام وعليه فأن المستخدمين الأكثر خبرة قد يجدونه مُقيِّداً لهم إلى حد كبير بعض الشيء.

## وصلات خارجية
- الموقع الإلكتروني